# Johann Ranzoni
Johann Evangelista Ranzoni (* 25. Oktober 1799 in Stockerau; † 21. März 1869 in Wien) war ein österreichischer Richter und Politiker.

## Leben
Ranzoni war der Sohn des Marktsyndikus Anton Ranzoni und katholischer Konfession. Er studierte von 1815 bis 1822 Philosophie und Rechtswissenschaft an der Universität Wien. 
Er war von 1823 bis 1829 Aktuar bei der Stiftsverwaltung in Melk und von 1829 bis 1834 Justitiar: Danach war er von 1834 bis 1838 Amtmann in Seisenegg und von 1838 bis August 1849 Oberamtmann bei der Stiftsverwaltung in Melk (1838 Hofrat). Danach trat er in staatliche Dienste und war von August bis Dezember 1849 Landesgerichtsrat (Mitglied der Gerichtseinführungskommission und der politischen Organisierungskommission für Niederösterreich) und von Dezember 1849 bis 1854 Landesgerichtspräsident in St. Pölten und von 1854 bis 1866 Kreisgerichtspräsident in St. Pölten. Zwischen 1854 und 1866 wirkte er auch als Gründer und 1. Vorstand der Sparkasse in St. Pölten. 1866 trat er in den Ruhestand und lebte in Wien.
Vom 18. Mai 1848 bis zum 18. August 1848 vertrat er den Wahlkreis Österreich ob der Enns und Salzburg (Melk) in der Frankfurter Nationalversammlung. Im Parlament blieb er fraktionslos. Sein Nachfolger in der Nationalversammlung war Carl Spurzheim.
Die Ranzonigasse in St. Pölten ist seit 1885 nach ihm benannt.